# Val-d’Ornain
Val-d’Ornain település Franciaországban, Meuse megyében. Lakosainak száma 971 fő (2022. január 1.). Val-d’Ornain Beurey-sur-Saulx, Chardogne, Couvonges, Fains-Véel, Laimont, Louppy-le-Château, Neuville-sur-Ornain és Vassincourt községekkel határos.

## Népesség
A település népessége az elmúlt években az alábbi módon változott:
| Lakosok száma | 391  | 875  | 933  | 954  | 970  | 982  | 988  | 993  | 1008 | 971  |
|               | 1968 | 1982 | 1990 | 2006 | 2013 | 2015 | 2017 | 2019 | 2020 | 2022 |